# Hao Haj-tung
Hao Haj-tung (Hao Haidong) (egyszerűsített kínai: 郝海东, hagyományos kínai: 郝海東, pinjin, hangsúlyjelekkel: Hǎo Hǎidōng; Csingtao, 1970. augusztus 25. – ) kínai válogatott labdarúgó. 39 góllal a kínai válogatott történetének legeredményesebb játékosa.

## Pályafutása

### Klubcsapatokban
1986 és 1996 között a Baji Hszingtian csapatában játszott. 1996 és 2004 között a Talien Sitö játékosa volt, melynek tagjaként öt alkalommal nyerte meg a kínai bajnokságot. 2004 és 2006 között a Sheffield Unitedben szerepelt, de nem lépett pályára egyetlen találkozón sem. 2007-ben hazatért Kínába a Csengtu Blades csapatához, ahol még egy évig játszott.

### A válogatottban
1992 és 2004 között 106 alkalommal játszott a kínai válogatottban és 39 gólt szerzett. Részt vett az 1992-es, az 1996-os és a 2004-es Ázsia-kupán, illetve a 2002-es világbajnokságon, ahol a Costa Rica, a Brazília és a Törökország elleni csoportmérkőzésen kezdőként lépett pályára.

## Sikerei, díjai
Baji
- Kínai bajnok (1): 1986
- Kínai kupagyőztes (1): 1990

Talien Sitö
- Kínai bajnok (5): 1997, 1998, 2000, 2001, 2002
- Kínai kupagyőztes (1): 2001

Kína
- Ázsia-kupa ezüstérmes (1): 2004
- Ázsia-kupa bronzérmes (1): 1992